# Comuna Bănești, Prahova
Bănești este o comună în județul Prahova, Muntenia, România, formată din satele Bănești (reședința) și Urleta.

## Așezare
Comuna este așezată pe râul Doftana, la vărsarea acestuia în Prahova, la aproximativ 30 km nord-vest de Ploiești si 3 km sud-est de Câmpina. Comuna este traversată de șoseaua națională DN1, care leagă Ploieștiul (reședința județului) de Brașov. Din acest drum, la Bănești se ramifică șoseaua județeană DJ100D, care trece prin Urleta și duce spre Scorțeni.

## Demografie
Componența etnică a comunei Bănești
     Români (93,27%)
     Alte etnii (0,17%)
     Necunoscută (6,56%)
Componența confesională a comunei Bănești
     Ortodocși (87,89%)
     Adventiști (3,7%)
     Alte religii (0,85%)
     Necunoscută (7,56%)
Conform recensământului efectuat în 2021, populația comunei Bănești se ridică la 5.426 de locuitori, în creștere față de recensământul anterior din 2011, când fuseseră înregistrați 5.240 de locuitori. Majoritatea locuitorilor sunt români (93,27%), iar pentru 6,56% nu se cunoaște apartenența etnică. Din punct de vedere confesional, majoritatea locuitorilor sunt ortodocși (87,89%), cu o minoritate de adventiști (3,7%), iar pentru 7,56% nu se cunoaște apartenența confesională.

## Politică și administrație
Comuna Bănești este administrată de un primar și un consiliu local compus din 15 consilieri. Primarul, Gheorghe Stoica[*], de la Partidul Național Liberal, este în funcție din 2012. Începând cu alegerile locale din 2024, consiliul local are următoarea componență pe partide politice:
|  | Partid                          | Consilieri | Componența Consiliului | Componența Consiliului | Componența Consiliului | Componența Consiliului | Componența Consiliului | Componența Consiliului | Componența Consiliului |
|  | ------------------------------- | ---------- | ---------------------- | ---------------------- | ---------------------- | ---------------------- | ---------------------- | ---------------------- | ---------------------- |
|  | Partidul Național Liberal       | 7          |                        |                        |                        |                        |                        |                        |                        |
|  | Partidul Social Democrat        | 5          |                        |                        |                        |                        |                        |                        |                        |
|  | Partidul Patrioților            | 1          |                        |                        |                        |                        |                        |                        |                        |
|  | Alianța pentru Unirea Românilor | 1          |                        |                        |                        |                        |                        |                        |                        |
|  | Partidul Mișcarea Populară      | 1          |                        |                        |                        |                        |                        |                        |                        |

## Istorie
Atestarea arheologică a locuirii în zonă, exemplificată prin așezări (sat Siliște) și complexul ritual de cult de pe dealul Domnii, începând din secolul II înainte de Hristos, dovedit prin cercetare sistemetica, arheologică. La Stiubeu există material hallstatian, de asemennea dacii sunt prezenți la: Stiubeu, Ciobu și Podu Odăii, dovedind și modul de folosire a terenurilor naturale în timp și spațiu. 
La 1898, reședința comunei era satul Urleta și făcea parte din plaiul Prahova din județul Prahova, având 1433 de locuitori, câte o biserică în fiecare sat și o școală în Bănești, înființată la 1859 și în care învățau 98 de elevi (dintre care 4 fete). Anuarul Socec din 1925 o consemnează în plasa Prahova a aceluiași județ, cu satele Bănești și Urleta, având 1703 locuitori.
În 1931, Bănești a devenit comună suburbană a comunei urbane Câmpina, în vreme ce satul Urleta a fost transferat comunei Mislea.
În perioada anilor 1946-1950 Urleta are administrație de sine stătătoare fiind recunoscută comuna. Ele au făcut parte după 1950 din raionul Câmpina al regiunii Prahova și apoi (după 1952) al regiunii Ploiești. În anul 1968, satele Banesti și Urleta devin iarăși asociate în aceeași comună Bănești, cu reședința în satul Bănești.

## Monumente istorice
În comuna Bănești se află două monumente istorice de interes național — monumentul lui Aurel Vlaicu, aflat la vest de DN1, la intrarea sudică în satul Bănești, ridicat în 1930 și clasificat ca monument memorial sau funerar; și biserica de lemn „Sfinții Voievozi” (1760, cu extinderi în 1844) din satul Urleta, construcție clasificată ca monument de arhitectură.